# Buon anno Sarajevo
Buon anno Sarajevo (Djeca) è un film del 2012 diretto da Aida Begić.

## Riconoscimenti
- 2012 - Festival di Cannes
  - Mention spéciale sezione Un Certain Regard